# گلپارا
گلپارا (به انگلیسی: Goalpara) یک منطقهٔ مسکونی در هند است که در بخش گلپارا واقع شده‌است. گلپارا ۵۳٬۴۳۰ نفر جمعیت دارد و ۳۵ متر بالاتر از سطح دریا واقع شده‌است.